# Proprietà di tricotomia
La proprietà di tricotomia è una proprietà dei numeri reali, secondo la quale è possibile suddividere l'insieme {\displaystyle \mathbb {R} } in tre sottoinsiemi che ne costituiscono una partizione:
- i numeri positivi;
- i numeri negativi (che sono gli opposti dei numeri positivi);
- lo 0.

Questa è la proprietà che permette di poter definire un ordine totale per i numeri reali compatibile con la struttura di campo: dati infatti {\displaystyle a,b\in \mathbb {R} }, si dice che:
- {\displaystyle a>b} se {\displaystyle a-b>0}
- {\displaystyle a<b} se {\displaystyle a-b<0}
- {\displaystyle a=b} se {\displaystyle a-b=0}

Da notare, ad esempio, che il campo dei numeri complessi non dispone di questa proprietà (non si possono distinguere positivi e negativi), e infatti {\displaystyle \mathbb {C} } non è un campo ordinato. Anche se è possibile definire su {\displaystyle \mathbb {C} } degli ordini totali (in infiniti modi), questi non sono compatibili con la struttura di campo.